# Maren Haile-Selassie
Maren Haile-Selassie (* 13. März 1999 in Zürich) ist ein Schweizer Fussballspieler, der auf der Position des Mittelfeldspielers spielt.

## Karriere

### Verein
Haile-Selassie ist der Sohn äthiopischer Eltern. Er wurde in der Jugend des FC Zürich ausgebildet und spielte als Jugendspieler zweimal für den FC Volketswil. Er absolvierte während seiner Zeit beim FC Zürich eine vierjährige berufliche Ausbildung bei der Sport Academy Zurich. Sein Profidebüt feierte er für Zürich bei einem 2:1-Sieg in der Super League gegen den FC Thun am 30. Juli 2017. Mit Zürich gewann er 2017/18 den Schweizer Cup.
Am 9. Januar 2019 wurde Haile-Selassie an den FC Rapperswil-Jona ausgeliehen, für den er zwei Tore in 18 Spielen in der Challenge League erzielte. Am 10. Juli 2019 wurde er für die Saison 2019/20 an Neuchâtel Xamax ausgeliehen. Er gab sein Ligadebüt für Xamax am 20. Juli 2019 gegen den FC Thun. Er erzielte seinen ersten Treffer in der Super League am 21. September 2019 gegen den FC Sion. Im September 2020 wechselte Haile-Selassie leihweise zum FC Wil in die zweitklassige Challenge League für ein Jahr. 2021 wechselte Haile-Selassie fest zu Neuchâtel Xamax. Im Januar 2022 schloss er sich dem FC Lugano an.
Seit dem 1. Januar 2023 ist Haile-Selassie an Chicago Fire (MLS) in der Major League Soccer ausgeliehen, wo er mit Xherdan Shaqiri spielt.

### Nationalmannschaft
Als Sohn äthiopischer Eltern ist er spielberechtigt für Auswahlmannschaften des äthiopischen und des Schweizer Verbandes. Er war Jugendnationalspieler der Schweiz.

## Erfolge
FC Zürich
- Schweizer Cupsieger: 2018

FC Lugano
- Schweizer Cupsieger: 2022